# Pasrepan (plaats)
Pasrepan is een bestuurslaag in het regentschap Pasuruan van de provincie Oost-Java, Indonesië. Pasrepan telt 5865 inwoners (volkstelling 2010).